# Phelister fulvulus
Phelister fulvulus är en skalbaggsart som beskrevs av Sylvain Auguste de Marseul 1870. Phelister fulvulus ingår i släktet Phelister och familjen stumpbaggar. Inga underarter finns listade i Catalogue of Life.